# 东港镇 (秦皇岛市)
东港镇，是中华人民共和国河北省秦皇岛市海港区下辖的一个乡镇级行政单位。位于该镇龙家营村的龙家营站曾为2010年至2012年秦皇岛站改扩建期间的临时过渡车站。

## 行政区划
东港镇下辖以下地区：
卸粮口村、王庄村、东向河寨村、西向河寨村、上营村、龙家营村、孙家庄村、中心庄村、黄南村、黄北村、徐庄村、富家营村、东付店村、西付店村、大高庄村、崔家庄村和柳村。

## 交通
京哈铁路：龙家营站